# The Wire Tapper
The Wire Tapper è una serie di compilation uscite in allegato alla rivista musicale The Wire. Non tutte le edizioni della compilation sono state allegate alle copie della rivista distribuite in edicola; alcune di esse furono inviate solo agli abbonati.

## The Wire Tapper
1. Alan Vega & Panasonic: Medal - 5:28
2. Mass: Depth - 5:34
3. Mix Master Mike: Can Of Ass Kicks - 2:12
4. Si-{cut}.db vs. Scanner: Bovine Revolver - 5:00
5. Scala: Remember How To Breathe - 3:52
6. Cornelius: Mic Check - 3:00
7. Roedelius: Deep Blue - 3:38
8. Nassim Maalouf: Tarab (Rast) - 7:34
9. Solex: One Louder Solex - 3:27
10. Kreidler: She Woke Up And The World Had Changed - 5:10
11. David Byrne vs. DJ Food: Fuzzy Freaky (Via Joe) - 6:53
12. Arto Lindsay: Blue Eye Shadow - 3:28
13. Schneider TM: Eiweiss - 4:41
14. Porter Ricks: Redundance (Version) - 4:13
15. Midnight Funk Association: When Will It End - 5:32
16. Mimi: Piece Of Cake - 4:52
17. 2nd Gen: Malady Made Simple (Pre-Interventionist Version) - 3:59

## The Wire Tapper 2
1. Slicker: Prader
2. Rhys Chatham: Hard Edge
3. Angela Jaeger, David Cunningham: Wood And Glass
4. Deutsch Amerikanische Freundschaft: Alles Ist Gut
5. Tom Zé: Defect 2: Curiosidade
6. Meridiem: Interference
7. Terre Thaemlitz + Jane Dowe: 03/DTD/05:56
8. Tarwater: V: At
9. Powerfield: Block
10. Sam Prekop: Showrooms
11. Puppy: Hot Juice
12. Jad Fair, Yo La Tengo: Minnesota Man Claims Monkey Bowled Perfect Game
13. The Pastels - Leaving This Island (Jim O'Rourke Remix)
14. Badawi - Final Warning
15. Labradford - V (Harold Budd Remix)

## The Wire Tapper 3
1. Supersilent: 4.1 - 6:17
2. High Rise: Sadame - 4:27
3. Rothko: For Danny - 2:37
4. We™: Hielo - 4:10
5. Gas: Untitled - 6:32
6. To Rococo Rot: She Loves Animals - 4:11
7. Evan Parker/Thurston Moore/Walter Prati: Children - 5:09
8. Model 500: In And Out - 5:44
9. Pandit Shiv Kumar Sharma: Teen Taal - 5:52
10. Khan: Broken English (How Do You Spell…?) - 4:44
11. Hood: In Iron Light - 3:37
12. Paul Panhuysen: Partita For 16 Long Strings Proportionally Tuned (Extract) - 5:03
13. Robert Ashley: Your Money My Life Goodbye (Extract) - 6:44
14. Sheila Chandra: Shehnai Song - 2:05
15. Void: X-Factor - 6:09
16. Rhys Chatham/Gary Smith/Pat Thomas With Apache 61: Live At Now Ninety8 - 6:19

## The Wire Tapper 4
1. F.X. Randomiz: Displatz
2. Pierre Bastien: Odovinil
3. SND: 02
4. B. J. Cole, Pan•American: Untitled
5. Vandermark 5: Vent (For Glenn Spearman)
6. SS + D: Elements Of
7. Alog: Drifting West
8. Powerfield: Steady State
9. Low Res: Minty
10. Chief Baonoko And His Budu Men: Yando
11. Clive Graham: One End Of The Time Pad
12. Do Make Say Think: Dr. Hooch
13. Warren Defever: Train
14. Signal: Ondulop
15. Klangstabil: Pronto Luigi
16. Unit: Ring*worm
17. Daniel Figgis: Alison Creaking

## The Wire Tapper 5
1. Labradford: So (Matmos Remix)
2. Stephen Vitiello: Nine Out Of Ten
3. VVE: Herz
4. Kimmo Pohjonen: Anastaja
5. Wire: Pink Flag/2
6. Stylus: Last Seaweed Collecting Hut At Freshwater West. Part 1: Angle
7. John Wall: Construction 1 Stat/Unt/Dist (Extract)
8. Curd Duca: Quiet Nights Intro/Quiet Nights
9. Christian Fennesz/Jim O'Rourke/Peter Rehberg: Gürtel Zwei
10. I'm Sore & Noise Camp: The Best Of
11. Daniel Givens: Viaduct
12. Arne Nordheim: Fonofonier
13. Yo La Tengo: Our Way To Fall
14. Vert: Part 4
15. Aesop Quartet: Egyptian Knights
16. Mira Calix: Skin With Me
17. Fushitsusha: Don't Be Afraid. Even If Your Nerves Snap, You Can Tie Them To A Fragment Of The Universe...

## The Wire Tapper 6

### Disco 1
1. The Fall: Dr. Buck's Letter
2. Flanger: Bosco's Disposable Driver
3. Susumu Yokota: Kodomotachi
4. Ran Blake: Nica's Dream
5. Christian Marclay & Otomo Yoshihide: Hyoushi
6. Sensational: Paper Chase
7. General Magic: Rechenexe
8. Pan Sonic: Kierto
9. Jan Jelinek: They, Them
10. Poire z: Hairless_handle
11. HIM: Untitled, Live At The Empty Bottle, Chicago
12. David Grubbs: Stanwell Perpetual
13. Trio Hurricane +1: Initiation (Excerpt)
14. Angus MacLise: Universal Mutant #3
15. Glass Cage: Box Crushed Flat

### Disco 2
1. Nurse with Wound: P.F.L (Deambulation Mix)
2. Faust: So Far (Alternate)
3. John Fahey: Dream Of The Origin Of The French Broad River
4. Nils Økland: Straum
5. Coil: A Cold Cell
6. Janek Schaefer: Accident Assistant
7. Current 93: Red Hawthorn Tree
8. J̌ivan Gasparyan: Nazani
9. Peanut Butter Wolf: Run The Line
10. I-Sound: Folded
11. BitTonic/Si-{cut}.db: Recycled 200
12. C-Schulz & Hajsch: 6
13. Tom Recchion: Gentlewomanly Grace
14. Pluramon: Self Remix
15. Hermann Nitsch: Night Music (String Quintett) Day 5 August 8, 1998 1:30 A.M/ Day of Dionysus: Imperative Excess (Day 3) (Extract) August 5, 1998 3:00 P.M

## The Wire Tapper 7
1. Four Tet: Glue Of The World
2. Pulseprogramming: To The Expert Eye Alone
3. Daniel Figgis: Drool's Holdings / Mudder / The Light Again
4. Jin Hi Kim: EK For JC (Excerpt)
5. Kim Hiorthøy: Det Blev Fel
6. Antibalas: Uprising
7. Bigg Jus: Gaffeling Whips
8. Nolte: 21st Century Schizoid Man Or How To Lose Your Head Baby
9. Steinbrüchel: Lost Things We Found Borrowed At The End Of Last Week
10. Mice Parade: Into The Freedom Part 3
11. Illusion Of Safety: Stillpoint
12. Monks Of The Monastery Of Gyuto, Tibet: Le Grand Noir (Mahakala) (Excerpt)
13. Evardrum: Untitled
14. Lasse Marhaug: Polar
15. Edward Gorey & Max Nagl: The Disrespectful Summons

## The Wire Tapper 8
1. 23 Skidoo: Kundalini
2. Jah Wobble Temple Of Sound: Shout At The Devil
3. Cornelius: Point Of View Point
4. Fog: Pneumonia
5. Goodheart Allen Powell Trio: Hard Count
6. Chas Smith: Gate
7. Michael Jon Fink: Echo
8. Murcof: M.O.
9. Electrelane: Gabriel
10. No-Neck Blues Band: The Natural Bridge
11. Set Fire To Flames: Omaha
12. Workshop: Fuer wen?
13. Small Rocks: Clodhopper
14. The Rip-Off Artist: Stuffing Box
15. Noxagt: Powerchild
16. Helvitis: Symphony No. 1 For 13 Guitarists (Excerpt)
17. Xinlisupreme: Kyoro

## The Wire Tapper 9

### Disco 1
1. Liars: Grown Men Don't Fall In The River Just Like That
2. Themselves: Hat In The Wind
3. Tarwater: 70 Rupies To Paradise Road
4. múm: We Have A Map Of The Piano
5. Badawi: Evocation
6. Suicide: Swearin' To The Flag
7. Supersilent: C-4.1
8. Polwechsel/Fennesz: Framing X (Reconstructed by Patrick Pulsinger)
9. Wazahugy: Untitled
10. Asa-Chang & Junray: Tsuginepu To Ittemita
11. Deadbeat: Organ In The Attic Sings The Blues
12. DJ Vadim: Till Suns In Your Eye
13. OXES: Horses R OK (Prison And I Were In A 5 Way mix by Cex)
14. Sagan: JabPunPlusOne
15. Leafcutter John: Mandolin Work (Edit)
16. Sun: Reach For The Sky (Pluramon Remix)

### Disco 2
1. Max Tundra: Mastered By Guy At The Exchange
2. Wire: Spent
3. Sonic Youth/ICP/The Ex: III
4. Sigur Rós: Untitled
5. John Fahey: Red Cross, Disciple Of Christ Today (For Guitar Roberts)
6. A Small, Good Thing: A Mighty Stillness (Remix)
7. The Sea and Cake: Left Side Clouded
8. Masha Qrella: I Want You To Know
9. Dictaphone: The E. Song
10. Pulseprogramming: Blooms Eventually
11. Electrelane: This Deed
12. Ellery Eskelin with Andrea Parkins & Jim Black: 43 RPM
13. Jimmy Lyons Trio: Jump Up
14. Amon Tobin: El Wraith
15. D'Arcangelo: All That J

## The Wire Tapper 10

### Disco 1
1. Guido Möbius: Nelles - 3:16
2. Alias: Beginagain - 4:32
3. Animal Collective: Bat You'll Fly - 5:02
4. Maher Shalal Hash Baz: Post Office - 1:48
5. Sketch Show: Chronograph - 5:09
6. Kim Hiorthøy: Track 5 - 3:24
7. Mice Parade: Focus On The Roller Coaster - 4:59
8. Colleen: Everyone Alive Wants Answers - 3:30
9. Themselves: Good People Check (Hvratski Remix) - 5:02
10. David Grubbs & Loren Mazzacane Connors: Blossom Time - 4:26
11. Polmo Polpo: Like Hearts Swelling (Edit) - 4:42
12. Dälek & Faust: T-electronique - 4:10
13. Four Tet: Spirit Fingers - 3:22
14. Rob Ellis: Music For The Home No 4 - Church Opposite - 2:00
15. David Sylvian: A Fire In The Forest - 4:08

### Disco 2
1. Heat Sensor: Gravy - 4:51
2. Günter Müller & Toshimaru Nakamura: .Tint - 4:50
3. Stafrænn Hákon: Tálkn - 5:25
4. Schlammpeitziger: Prä-digitaler Volksstuhlhänger - 6:14
5. Jah Wobble: Just Me And Phil - 4:50
6. Laibach: Wat - 5:23
7. Lumen: Stranded - 5:00
8. Satoru Wono: Overture - 3:32
9. Ui: Back Up - 2:27
10. Erik Friedlander: May It Please Heaven - 3:24
11. Susanna And The Magical Orchestra: Believer - 3:17
12. Clogs: Who's Down Now - 5:38
13. Sagor & Swing: Alla Sagor Har Ett Slut - 4:57
14. Satanicpornocultshop: Anorexia Gas Balloon (Reprise) - 5:12
15. David Grubbs: The Name Of Ecstasy - 4:49

## The Wire Tapper 11
1. To Rococo Rot: Miss You
2. Icarus: Antz Nez (Edit)
3. Juana Molina: Martín Fierro
4. Wibutee: 1-800-Skauen
5. Philip Clemo: Depth (Edit)
6. Albert Ayler: Untitled Blues
7. Chris McGregor's Brotherhood Of Breath: The Bridge (Edit)
8. Matthew Dear: Tide
9. Jah Wobble: Elevator Music 3
10. Arthur Russell: You Have Did The Right Thing When You Put That Skylight In
11. Henrik Rylander: Forced Laugh
12. Green Milk From The Planet Orange: Sweet 5 AM (Edit)
13. Mountains: Mountains (Edit)
14. Slowblow: Carboard Box
15. Un Caddie Renversé Dans L'herbe: Www.nonphilo.org
16. Poire z: Q Oder Z

## The Wire Tapper 12

### Disco 1
1. Mihály Bíró & Rob Palmer: The Long Journey Home Part 2 (Extract) - 4:00
2. Githead: To Have And To Hold - 3:55
3. Bark Psychosis: From What Is Said To When It's Read (Edit) - 4:23
4. Ateleia & David Daniell: FTP - 3:22
5. Andy Moor & Yannis Kyriakides: 3 Lobed 1 - 3:42
6. Burnt Friedman & The Nu Dub Players: Fuck Back (3:56 Version) - 3:58
7. Aesop Rock: Fast Cars, Danger, Fire And Knives - 4:37
8. Pita: Resog 45 - 4:20
9. Violet: Priznak Aluminium - 3:56
10. Michaela Melián: Brautlied (Edit) - 4:04
11. Chas Smith: False Security Of Numbers - 3:56
12. Martin Archer: It Don't Bother Me/Where's Mike? - 4:21
13. Henry Grimes Trio: Flowers For Albert - 4:02
14. The Necks: Mosquito (Excerpt) - 4:02
15. @c: INT 10/34 - 4:02
16. Ascoltare: Crucible Process - 2:13
17. Matthew Burtner: D2 (Edit) - 4:01
18. Stéphane Rives: Ebranlement 2 - 2:53
19. Ergo Phizmiz: Sticky White Glue (Extract): Rectify - 4:14
20. The Fall: Blindness - 3:26

### Disco 2
1. Cul de Sac/Damo Suzuki: Berlin 6 - 3:52
2. Meadow House: Tit For Tat - 4:16
3. Milky Globe: The Warp And The Woof - 3:51
4. Staalplaat Sound System: No Time For Space - 4:07
5. Jason Kahn & Günter Müller: Tenth Blink - 3:45
6. Andrew Pekler: Wait - 3:55
7. Carter Tutti: Unreality (Edit) - 4:10
8. DJ /rupture: Little More Oil - 4:17
9. Burnt Sugar vs The Dominatrix: Dominata (Remix By Qasim Naqvi & Keith Witty) - 3:58
10. AM/PM: The Ends (13) - 4:03
11. David Grubbs & Nikos Veliotis: The Harmless Dust (Excerpt) - 4:00
12. Gary Lucas & Jozef van Wissem: A Hawk From Handsaw - 4:00
13. Bonnie 'Prince' Billy & Matt Sweeney: Bed Is For Sleeping - 2:56
14. Damon & Naomi: Beautiful Close Double - 4:37
15. Fax & Alex Ayuli: Spellbound - 4:02
16. Ana Da Silva: The Lighthouse - 3:27
17. Christian Renou: Ex voto (Wire-FM Mix) - 4:04
18. Enigma Device: Reunified - 3:36
19. Shining: Goretex Weather Report - 3:59
20. M. Bentley: Piano Ship (Alternative Mix) - 4:00

## The Wire Tapper 13
1. Hanne Hukkelberg: Ease - 4:10
2. Mandarin Movie: The Green Giraffe - 4:59
3. Alexander Hacke: Sonntag - 3:30
4. Matt Elliott: What's Wrong - 4:10
5. Juana Molina: Salvese Quien Pueda: Juana's Epic Re-Version (Edit) - 3:32
6. Picastro: Tow Truck - 1:35
7. Deviationists: Sweetest Charms - 5:19
8. Kid606: Phoenix Riddim - 4:39
9. Ariel Pink's Haunted Graffiti: Jule Lost His Jewels - 3:51
10. John Surman: Way Back When Part 4 - 3:43
11. Nick Castro: Sun Song - 4:09
12. Junkboy: Shadow And Act - 4:05
13. Akinori: Red Field - 3:30
14. Currituck Co.: Sleepwalking 1 - 2:40
15. Bombay 1: More Than Everything - 4:02
16. Pajo: War Is Dead - 4:16
17. Crimetime Orchestra: Life Is A Beautiful Monster Part 1 - 3:54
18. Port-royal: Flares Part 3 - 5:55
19. Fovea Hex: Don't These Windows Open? (True Interval Offering) - 3:24
20. Tu M': What You Say? - 3:43

## The Wire Tapper 14
1. Oren Marshall: 6 (Edit) - 4:02
2. Dirty Projectors: I Will Truck (Edit) - 3:58
3. Secret Mommy: Dance Studio (Edit) - 4:23
4. Cage: Good Morning - 3:50
5. Ray Russell: Goodbye Svengali (Edit) - 4:26
6. Kieran Hebden & Steve Reid: Soul Oscillations (Excerpt) - 5:02
7. Black To Comm: Laccifer Lacca - 3:34
8. Cobra Killer: High Is The Pine - 4:01
9. Gerry Mitchell & Little Sparta: Feasting On My Heart - 3:59
10. XXL: Paw Paw Paw Paw Paw Paw Paw - 4:26
11. Merz: Warm Cigarette Room - 4:19
12. Hans Fjellestad: Wriggling Call - 4:23
13. Nels Cline/Wally Shoup/Chris Corsano: Lake Of Fire Memories - 2:31
14. Andrey Kiritchenko: Scope Of My Perception (Edit) - 4:03
15. This Heat: 24 Track Loop - 5:56
16. MoHa!: (C5) - 4:16

## The Wire Tapper 15
1. Humcrush: Hornswoggle
2. Leafcutter John: Let It Begin (Edit)
3. Machinefabriek: Somerset
4. Reverbaphon: Nothing Beyond The Zero
5. Yannis Kyriakides & Andy Moor: Vamvararis (Edit)
6. Jozef Van Wissem: Catoptromancy
7. Hwyl Nofio: Broken Again
8. Giuseppe Ielasi: Untitled Track 4
9. Gerritt & John Wiese: The Disappearing Act
10. Dub Trio: Illegal Dub
11. Izu: Get UR Fleece On
12. Mekon: GSE
13. Lawrence English & Ai Yamamoto: A Silent Kouta (Edit)
14. Herbert: Movie Star
15. Sol Seppy: 1 2
16. Trevor Watts: Solarsonic
17. Gricer: Land
18. Spooncurve: She Doesn't Know (Edit)
19. Isnaj Dui: Catoctin (Edit)
20. Det Gamla Landet: Kiruna

## The Wire Tapper 16
1. Drone: Spiderhead (Green Man) - 4:09
2. Dave Phillips: Justice Is An Artefact Of Custom (Wire Edit) - 4:02
3. Alan Vega: 13 Crosses, 16 Blazin' Skulls (Edit) - 3:40
4. Phillip Bimstein: EatDrinkGambleSex - 3:06
5. Carter Tutti: So Slow The Knife (Excerpt) - 3:54
6. Radicalfashion: Shousetsu - 3:48
7. Walter & Sabrina: Rimble Man - 3:17
8. Xela: Drunk On Salt Water - 4:25
9. Kotra & Zavoloka: Cool Eyes - 2:42
10. Pansonic: Machinist - 2:49
11. Huntsville: The Appearance Of A Wise Child - 4:23
12. Fluorescent Grey: A Peruvian Shaman Sits Down To Make IDM On His Laptop - 3:20
13. Derek Bailey: Play 4 - 3:25
14. Tulipomania: Same Old Song - 4:01
15. Dave Swain: Media Monkey - 3:08
16. aMute: Hit My Computer (Edit) - 3:59
17. Califone: The Orchids - 2:57
18. Inch-time: Take Care, O Pilgrim (Edit) - 4:10
19. White Magic: The Light - 3:28
20. The Slits: Earthbeat - 3:50
21. Anthony Kelly & David Stalling: Sometimes You See A Tree - 3:06